# Heritabilität
Die Heritabilität („Vererbbarkeit“, Symbol: h2) ist ein Maß für die Erblichkeit von Eigenschaften, bei deren phänotypischer Ausbildung sowohl die Gene als auch Umwelteinflüsse eine Rolle spielen. Wenn ein Merkmal z. B. eine hohe Heritabilität hat, kann der Unterschied zwischen zwei Individuen vor allem genetisch erklärt werden.
Die Heritabilität ist zwar grundsätzlich auf sämtliche genetischen Eigenschaften anwendbar; ihre praktische Anwendung ist aber fast nur bei komplexen Erbgängen und Merkmalen mit kontinuierlicher Ausprägung (wie Körpergröße, Intelligenz) sinnvoll.

## Berechnung

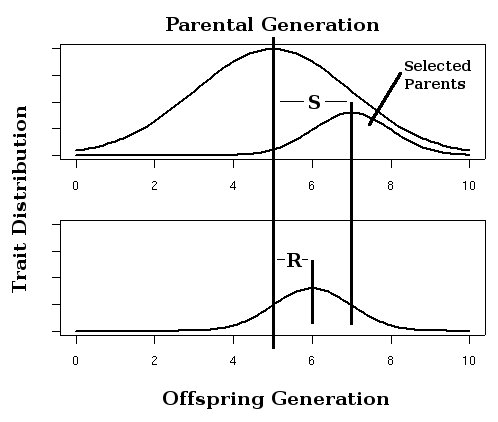
Selektionsdifferenz (S) und Selektionserfolg (R); h^{2}=R/S.

Für die Berechnung der Heritabilität wird davon ausgegangen, dass komplexe Eigenschaften innerhalb einer Population normalverteilt sind und dass somit ein Mittelwert existiert. Durch Selektion kann man nun innerhalb der Population eine Subpopulation auswählen, deren Mittelwert vom Mittelwert der Ausgangspopulation verschieden ist. Diese Differenz der Mittelwerte ist die Selektionsdifferenz.
Züchtet man nun mit den Individuen der Subpopulation, so wird sich in der Population ihrer Nachkommen wiederum ein Mittelwert der betrachteten Eigenschaft ergeben. Die Differenz zwischen diesem Mittelwert und dem Mittelwert der Ausgangspopulation ist der Selektionserfolg.
Der Quotient aus Selektionserfolg und Selektionsdifferenz definiert die Heritabilität der entsprechenden Eigenschaft. Er schwankt je nach Eigenschaft zwischen 0 und 1, kann aber auch in Prozent angegeben werden.
Voraussetzung ist dabei, dass während der Aufzucht der Parental- und der F1-Generation gleiche Umweltbedingungen herrschen, da ansonsten die umweltbedingten Einflüsse auf die Ausprägung der gemessenen Eigenschaften den berechneten Wert für die Heritabilität verzerren.
Für die Heritabilität gibt es auch verschiedene Schätzformeln (z. B. die Falconer-Formel oder die Holzinger-Formel).

## Klassifikation
Heritabilitäten werden ungefähr folgendermaßen klassifiziert:
- hohe Heritabilität: über 0,45
- mittlere Heritabilität: 0,2 bis 0,4
- geringe Heritabilität: 0,01 bis 0,15

## Anwendungen

### Nutztierzucht
Heritabilitäten werden heute vor allem in der Nutztierzucht angewendet. Hauptsächliche Einsatzgebiete sind Muskelwachstum, Fleischqualität und Milchleistung in der Nahrungsmittelgewinnung sowie Preisgelder bei Sportpferden. Insbesondere spielen sie eine wichtige Rolle bei der Zuchtwertschätzung.

### Humanmedizin und Psychologie
Auf Heritabilitäten beruhende Abschätzungen werden auch beim Menschen zur Prognose künftiger Leistungen mitunter eingesetzt. Beispielsweise wurde in der ehemaligen DDR bei der Prognose der künftigen sportlichen Leistung von Schülern, zum Zweck der Auslese und gezielten Förderung künftiger Spitzensportler, ein Verfahren vorgeschlagen, das auf einem Heritabilitätsindex aufbaute. Dabei wurde die Heritabilität bestimmter Leistungsindikatoren, die für die Ergebnisse in den jeweiligen Sportarten als maßgeblich eingeschätzt worden waren, anhand einer Zwillingsstudie (mit ein- und zweieiigen Zwillingen, ermittelt aufgrund von Alters- und Namensgleichheiten in Schülerlisten) abgeschätzt. Eine hohe Heritabilität bedeutet in diesem Fall, dass die entsprechende Leistung eher auf einer angeborenen Begabung als auf den bisherigen Trainingsstand zurückgeführt werden soll. Als Vorteil des Heritabilitätsindex gegenüber einer Längsschnittkorrelation, bei der die Leistung derselben Athleten vor und nach dem Beginn eines gezielten Trainings ermittelt wird, wird der geringere Zeitaufwand angeführt.
Derartige Verfahren sind in der Psychologie, im Gegensatz zur Tierzucht, aber wenig verbreitet, da, anders als in der Zucht, beim Menschen gezielte Experimente mit völliger Kontrolle und Manipulation der jeweiligen Umwelt aus praktischen und aus ethischen Gründen kaum durchführbar sind, so dass man auf indirekte Methoden, wie Adoptions- oder Zwillingsstudien (als natürliche Experimente) angewiesen ist. Ob vergleichbare Methoden außerhalb der DDR je angewendet worden sind, ist unklar.

## Bestimmung der genetischen Basis
Die Heritabilität eines Merkmals wird, wie beschrieben, ausschließlich aus der Varianz der phänotypischen Merkmale bestimmt. Das bedeutet, der genetisch (oder möglicherweise epigenetisch) determinierte Anteil insgesamt kann so abgeschätzt werden. Damit ist über die zugrunde liegenden Gene selbst noch nichts bekannt. Die wichtigste Methode, den Anteil einzelner Gene an der Heritabilität zu bestimmen, erfolgt über quantitative trait loci.